# Fernanda Villeli
María Ofelia Villenave Garza, conocida como Fernanda Villeli, (Ciudad de México, 14 de mayo de 1921 - ibídem, 1 de febrero de 2009), fue la primera escritora mexicana pionera de las telenovelas en México.

## Carrera
Fernanda Villeli nació en el Distrito Federal en 1921, en la colonia Roma; a su pluma se deben melodramas como Siempre te amaré (2000), El diario de Daniela (1999), El maleficio (1983), El derecho de nacer (1981), Mi esposa se divorcia (1959) y El precio del cielo (1959). Su trabajo se extendió por más de 40 años, desde que escribió Senda prohibida, en 1958.
Primero cursó comercio y fue secretaria de Rodrigo Gómez, del Banco de México, en tiempos de los Acuerdos de Bretton Woods. Vivió en Washington de soltera al final de la Segunda Guerra Mundial. Trabajaba en el Fondo Monetario Internacional, enviada por Rodrigo Gómez; luego estudió 
filosofía en la Universidad Nacional Autónoma de México.
Fernanda Villeli decía que la función básica de la telenovela era el entretenimiento. “La gente de un pueblo como el nuestro, con las crisis que pasamos, busca escapes, historias que le den alguna esperanza. El 
éxito de una telenovela lo determina el momento en el que llega al público, el único que decide si gusta o no.”
Su nombre real era Ofelia Villenave Garza, y tomó cursos de escritura con profesores como Gabriel García Márquez y Hugo Argüelles.
Ayer, en el Panteón Francés, su ataúd lució rodeado de flores. A su derecha, un retrato 
pintado en 1958 por Jossett, artista conocido en esos años. Se le ve segura, elegante, con porte.
Familiares y amigos la recordaron 
alegre, dueña de un gusto por la vida manifiesto en la búsqueda de restaurantes, la buena plática y el comentario oportuno.
Su hija Marcela, también escritora, expresó: “Fue una mujer excepcional, admirable, creativa, inventiva e ingeniosa. Su inteligencia era natural y poseía una inteligencia emocional muy grande. Ella le propuso al señor Emilio Azcárraga Vidaurreta llevar la radionovela que hacían en la XEW a la pantalla.
“Azcárraga dudó un poco, pero aceptó, y en 1958 se hizo Senda prohibida. Incursionó en el cómic y el cine. En el país fue una de las primeras mujeres que sobreviveron como escritoras; hizo de la carrera y del oficio algo que pudo darle de comer, mantenerla y sostenerla. Logró sus objetivos, y ahora que la muerte ha llegado, no es tan traumática”, comentó.
La pulsión por hacer telenovelas tiene antecedentes familiares. Su padre Carlos G. Villenave fue dramaturgo prolífico y crítico del gobierno de Lázaro Cárdenas. “Le aplicaron tres veces el artículo 33; él, previsiblemente, había comprado un acta de nacimiento mexicana. Era del País Vasco francés. Cerraban los teatros, lo 
esposaban.
“Se crio en Orizaba, Veracruz, por eso fue muy amigo de Agustín Lara. Fue autor de más de 150 obras de teatro. La inquietud de 
escribir de mi madre surgió de haber tenido un padre dramaturgo.”
Fernanda Villeli tuvo cuatro hijos: Rolando, que vive en Celaya; Sandra, actual embajadora de México en Bélgica; Rossana, periodista, “y yo, que soy la tercera”, informó Marcela Fuentes-Berain Villenave.
Hacia 1958, Villeli escribía teleteatros de una hora, cuando se transmitía La hora del chocolate Azteca. “Pensaba que esa hora podía extenderse y que podía hacerse un serial. Vio series en Estados Unidos y trajo la idea.”
Fue un éxito y creó un formato que se mantiene vigente. “Todo esto viene de la narración oral, donde la cámara está centrada en el universo de un grupo de personas.
“Los personajes se enfrentan con el destino de distintas maneras. Considero que su telenovela más importante fue El maleficio, porque creó un público masculino; antes de eso los hombres no veían telenovela.
“En el momento en el que hay un protagónico masculino cambió la costumbre de que fuera el ama de casa la que accediera al melodrama. Mi madre no se estancó en historias de Cenicientas; realmente sus personajes femeninos no se hacían ricos por acceder al príncipe azul, sino que el trabajo era la movilidad social. Mi madre era de ideas feministas, muy avanzadas respecto de la mujer. Criticaba la abnegación y las costumbres atávicas.”
Fernanda Villeli, quien era muy veloz al escribir a máquina, dejó inconclusa la telenovela Amores rotos, continuación de Senda prohibida, la primera de sus más de 60 culebrones, como llaman en España las telenovelas.
Rolando, quien con modestia dijo que fue el hijo consentido de su madre, expuso: “Ser el mayor fue un orgullo y una responsabilidad. A pesar de sus actividades, nunca nos desatendió”.
Conocía muy bien a Balzac.
Explicó cómo creó su nombre de escritora: “Usó las mismas letras de su nombre, que completo es María del Carmen Ofelia Villenave y Garza, pero de casada Ofelia Villenave de Fuentes; jugó con esas letras y se puso el seudónimo de Fernanda Vanuet Villeli, el cual le pareció demasiado extranjerizado y largo; entonces lo dejó en Villeli”.
Para Rossana, otra de las hijas de Villeli, su madre reflejó siempre su talento. “Gabriel García Márquez le dijo que apreciaba cómo manejaba el melodrama, que se sustentaba en los sentimientos extremos y en los suspensos.
“Donde mejor se reflejó esto fue en las telenovelas Lucía Sombra y El maleficio. Conocía muy bien el trabajo de Balzac y de quienes escribían novelas por entregas.”
María Rubio, quien protagonizó varias obras de Villeli, dijo: “Las telenovelas ayudan a la gente a ver reflejados sus problemas y sus amores, sus dichas. A lo que más ayudan es a entretener. Fernanda hacía historias que fueron como encaje; todas se iban entretejiendo”.
Patricia Reyes Spíndola: “Fernanda Villeli fue mi amiga durante 25 años. Fue una excelente esposa, una muy buena madre, excelente amiga, buena hermana, independiente. Le gustaba la buena vida y la voy a extrañar”.
Darío Acuña, uno de los cinco nietos de Villeli, hijo de Marcela, consideró que su abuela hizo obras importantes, como El diario de Daniela, que vio cuando era niño.

## Filmografía

### Telenovelas

#### Historias originales
- El diario de Daniela (1998/99) (con Marcela Fuentes Beráin)
- Al filo de la muerte (1991/92) (con Marcia Yance)
- Lo blanco y lo negro (1989)
- La traición (1984/85) (con Carmen Daniels)
- El maleficio (1983/84)
- Extraños caminos del amor (1981/82)
- Aprendiendo a amar (1980/81)
- Muchacha de barrio (1979/80) (con Ernesto Alonso)
- Lágrimas de amor (1979)
- Pecado de amor (1978/79) (con Marissa Garrido)
- Pasiones encendidas (1978/79) (con Marissa Garrido)
- Pacto de amor (1977) (con Marissa Garrido)
- Mañana será otro día (1976/77) (con Marissa Garrido)
- Mundos opuestos (1976/77) (con Marissa Garrido)
- El milagro de vivir (1975/76)
- Lo imperdonable (1975/76) (con Caridad Bravo Adams)
- Ana del aire (1974)
- Entre brumas (1973) (con Marissa Garrido)
- Lucía Sombra (1971)
- El Dios de barro (1970)
- Tiempo de perdón (1968)
- Incertidumbre (1967)
- Obsesión (1967)
- Un pobre hombre (1967)
- Angustia del pasado (1967)
- Amor y orgullo (1966)
- Espejismo brillaba (1966)
- México 1900 (1964)
- San Martín de Porres  (1964)
- La culpa de los padres (1963)
- La mesera (1963)
- Un rostro en el pasado (1960)
- Cuidado con el ángel (1959)
- Mi esposa se divorcia (1959)
- El precio del cielo (1959)
- Senda prohibida (1958)

#### Adaptaciones
- La casa en la playa (2000) Original de Enrique Gómez Vadillo
- Azul (1996) Original de Pinkye Morris
- La sonrisa del diablo (1992) Original de Luisa Xammar
- Morir para vivir (1989) Original de Félix B. Caignet
- El engaño (1986) Original de Caridad Bravo Adams
- El derecho de nacer (1981/82) Original de Félix B. Caignet
- Lo imperdonable (1975/76) Original de Caridad Bravo Adams
- El manantial del milagro (1974) Original de Vicente Leñero
- Mi rival (1973) Original de Inés Rodena
- Muchacha italiana viene a casarse (1971) Original de Delia González Márquez
- Las modelos (1963) Original de Abelardo Arias

#### Remakes reescritos por ella misma
- El derecho de nacer (2001) con Marcela Fuentes-Berain (remake de El derecho de nacer)
- Corazones sin rumbo (1980) (remake de La Mesera)
- Amor prohibido (1979) (remake de Senda prohibida)
- El cielo es para todos (1979) (remake de San Martín de Porres)
- El dolor de amar (1966) (remake de Senda prohibida)

#### Remakes reescritos por otros
- Papás por conveniencia (2024) (aunque es una historia original, tiene varios guiños a diálogos y escenas icónicas de El diario de Daniela) - (telenovela escrita por Pedro Armando Rodríguez y Gerardo Pérez Zermeño)
- El maleficio (2023) (remake de El maleficio) Por José Alberto Castro y Vanesa Varela
- Senda prohibida (2023) (remake de Senda prohibida) Por Leticia López-Margalli
- Amor de barrio (2015) (remake de Muchacha de barrio fusionada con  Paloma de Marissa Garrido)
- Siempre te amaré (2000) (con Caridad Bravo Adams) (remake de Lo imperdonable) Por Consuelo Garrido, Georgina Tinoco y Alberto Aridjis
- Destino (1990) (remake de Mundos opuestos) Por María Zarattini y Vittoria Zarattini
- Un rostro en mi pasado (1989/90) (remake de Un rostro en el pasado) Por Marcia Yance y Josefina Palos y Romo
- Nuevo amanecer (1988) (remake de la película El deseo en otoño) Por Carmen Daniels
- Pecado de Amor (1983) (con Marissa Garrido) (remake de Pecado de amor) Por Henrique Lobo
- El amor ajeno (1983) (con Marissa Garrido) (remake de Entre brumas)
- A Força do Amor (1982) (con Marissa Garrido) (remake de Mañana será otro día) Por Raymundo López
- Destino (1982) (con Marissa Garrido) (remake de Mundos opuestos) Por Crayton Sarzy y Raymundo López

### Series de televisión
- Mujer, casos de la vida real (1997)

### Cine
- Pesadilla mortal (1980)
- Renuncia por motivos de salud (1976)
- La satánica (1973)
- El deseo en otoño (1972)
- Senda prohibida (1961)